# توبياس ستروبل
توبياس ستروبل (بالألمانية: Tobias Strobl)‏ (12 مايو 1990 ألمانيا - ) هو لاعب كرة قدم ألماني، يلعب كلاعب وسط.

## روابط خارجية
- توبياس ستروبل على موقع قاعدة بيانات كرة القدم.إي يو (الإنجليزية)
- توبياس ستروبل على موقع بيانات كرة القدم. دي إي (الألمانية)
- توبياس ستروبل على موقع Soccerway.com (الإنجليزية)
- توبياس ستروبل على موقع عالم كرة القدم.نت (الإنجليزية)
- توبياس ستروبل على موقع AS.com (الإسبانية)